# 2013–2014-es magyar férfi vízilabda-bajnokság (első osztály)
A 2013-2014-es magyar férfi vízilabda-bajnokság (hivatalosan Vodafone férfi OB I)  a legrangosabb és legmagasabb szintű vízilabdaverseny Magyarországon. A pontversenyt 108. alkalommal a Magyar Vízilabda-szövetség írta ki és 14 csapat részvételével bonyolítja le.
A címvédő a ZF Eger.

## A bajnokságban szereplő csapatok
Az indulási jogától vissza lépett az EKF-EgerFood-Imola és a junior válogatott is. Az élvonalban szerepel a 2012–13-as kiírásban utolsó helyen végzett Kaposvári VK, és a másodosztály bajnoka, a KSI SE és harmadik helyezettje a YBL Waterpolo Club Közhasznú Egyesület is.
| A csapat neve (a bajnokságban használt neve) | A csapat székhelye     | 2012–13   |
| -------------------------------------------- | ---------------------- | --------- |
| Budapesti VSC (BVSC-Zugló)                   | Budapest, Zugló        | 7.        |
| Debreceni VSE                                | Debrecen               | 5.        |
| Egri VK (ZF-Eger)                            | Eger                   | 1.        |
| KSI SE                                       | Budapest, Margitsziget | OB I/B 1. |
| Ferencváros (Széchenyi Bank-FTC )            | Budapest, Ferencváros  | 12.       |
| Racionet Honvéd                              | Budapest, Kispest      | 6.        |
| YBL Waterpolo Club Közhasznú Egyesület       | Budapest               | OB I/B 3. |
| Kaposvári VK                                 | Kaposvár               | 14.       |
| Orvosegyetem SC                              | Budapest, Belváros     | 9.        |
| Pécsi VSK (PVSK-Füszért)                     | Pécs                   | 13.       |
| Szegedi VE (DIAPOLO Szeged)                  | Szeged                 | 3.        |
| Szentesi VK (Valdor Szentes)                 | Szentes                | 8.        |
| Szolnoki VSC (Szolnoki Dózsa-KÖZGÉP)         | Szolnok                | 2.        |
| Vasas SC (LACTIV-VasasPLAKET)                | Budapest, Angyalföld   | 4.        |

## Sorsolás
A sorsolást 2013. augusztus 12-én tartják a Margit-szigeten. A kiemelt jelentőségű mérkőzések arányos elosztásban történő lebonyolítása érdekében a 2012–13-as élvonalbeli bajnokság 1-7. helyezett csapatai a részükre külön elkészített sorsolási tábla alapján kerülnek először kisorsolásra, és 1–7-ig jelzésű forgatási számot kapják. A további csapatokat hozzásorsolják a 8–14-ig jelzésű forgatási számokhoz, és így alakul ki az alapszakasz mérkőzésrendje.

## A bajnokság rendszere
A bajnokságot 14 csapat részvételével rendezik meg, és két fő részből áll: alapszakaszból és az egyes helyezésekről döntő rájátszásból.

### Az alapszakasz
A bajnokság alapszakasza őszi és tavaszi szezonból áll, melynek során a csapatok körmérkőzéses rendszerben, a sorsolás szerinti sorrendben és pályaválasztói joggal egymás ellen két, csapatonként összesen 26 mérkőzést játszanak. A bajnoki mérkőzések győztes csapatai három pontot kapnak, döntetlen esetén mindkét csapat egy-egy pontot kap. Vereség esetén nem jár pont.
A Magyar Vízilabda-szövetség Versenybizottsága az alábbi dátumokat jelölte ki a fordulóknak:
- 1. forduló: 2013. szeptember 7.
- 2. forduló: 2013. szeptember 21.
- 3. forduló: 2013. szeptember 28.
- 4. forduló: 2013. október 5.
- 5. forduló: 2013. október 12.
- 6. forduló: 2013. október 19.
- 7. forduló: 2013. október 26.
- 8. forduló: 2013. november 2.
- 9. forduló: 2013. november 8.
- 10. forduló: 2013. november 23.
- 11. forduló: 2013. november 30.
- 12. forduló: 2013. december 7.
- 13. forduló: 2013. december 14.
- 14. forduló: 2014. január 10
- 15. forduló: 2014. január 18
- 16. forduló: 2014. január 25
- 17. forduló: 2014. február 1
- 18. forduló: 2014. február 8
- 19. forduló: 2014. február 22
- 20. forduló: 2014. március 1
- 21. forduló: 2014. március 8
- 22. forduló: 2014. március 14
- 23. forduló: 2014. március 22
- 24. forduló: 2014. március 29
- 25. forduló: 2014. április 5
- 26. forduló: 2014. április 12

Az alapszakasz végső sorrendjét a bajnoki mérkőzéseken szerzett pontszámok összege határozza meg. Az első helyen a legtöbb, míg az utolsó, a 14. helyen a legkevesebb pontszámot szerzett egyesület végez. Pontegyenlőség esetén a bajnoki sorrendet az alábbi rendszer szerint határozzák meg:
Két csapat azonos pontszáma esetén
1. az egymás ellen játszott bajnoki mérkőzések pontkülönbsége
2. az egymás ellen játszott bajnoki mérkőzések gólkülönbsége
3. az alapszakaszbeli összes bajnoki mérkőzés gólkülönbsége
4. az alapszakaszbeli összes bajnoki mérkőzésen szerzett több gól
5. sorsolás

Három vagy több csapat azonos pontszáma esetén
1. az azonos pontszámú csapatok egymás elleni eredményéből számított „kisbajnokság” pontkülönbsége
2. azonos pontszám esetén a „kisbajnokság” gólkülönbsége
3. az alapszakaszbeli összes bajnoki mérkőzés gólkülönbsége
4. az alapszakaszbeli összes bajnoki mérkőzésen szerzett több gól
5. sorsolás

### A rájátszás
Az alapszakasz befejeztével az 1-4., 5-8., és a 9-14. helyen végzett csapatok kerülnek a Rájátszás első fordulójába.
A rájátszás mérkőzésein döntetlen eredmény nem születhet, a mérkőzéseket döntésig kell játszani. Több mérkőzésből álló párosmérkőzés esetén az első mérkőzés pályaválasztója mindig az alapszakaszban jobb helyezést elért csapat, a további mérkőzéseken a pályaválasztói jog ez előzőhöz képest felcserélődik.

## Az alapszakasz
| #   | Csapat                                  | M  | GY | D | V  | G+ – G– | GK   | P  | Megjegyzések               |
| --- | --------------------------------------- | -- | -- | - | -- | ------- | ---- | -- | -------------------------- |
| 1.  | Szolnoki Dózsa-KÖZGÉP                   | 26 | 24 | 0 | 2  | 355–195 | +160 | 72 | Rájátszás a bajnoki címért |
| 2.  | ZF-EgerCV                               | 26 | 23 | 1 | 2  | 372–192 | +180 | 70 | Rájátszás a bajnoki címért |
| 3.  | DIAPOLO SzegedK                         | 26 | 21 | 1 | 4  | 322–210 | +112 | 64 | Rájátszás a bajnoki címért |
| 4.  | Racionet Honvéd                         | 26 | 19 | 1 | 6  | 296–221 | +75  | 58 | Rájátszás a bajnoki címért |
| 5.  | LACTIV-VasasPLAKET                      | 26 | 14 | 3 | 9  | 259–219 | +40  | 45 | Rájátszás az 5-8. helyért  |
| 6.  | Debreceni VSE                           | 26 | 13 | 3 | 10 | 274–241 | +33  | 42 | Rájátszás az 5-8. helyért  |
| 7.  | BVSC-Zugló                              | 26 | 13 | 2 | 11 | 282–258 | +24  | 41 | Rájátszás az 5-8. helyért  |
| 8.  | Kaposvári VK                            | 26 | 12 | 1 | 13 | 247–270 | −23  | 37 | Rájátszás az 5-8. helyért  |
| 9.  | Széchenyi Bank-FTC                      | 26 | 10 | 1 | 15 | 233–253 | −20  | 31 | Rájátszás a 9–14. helyért  |
| 10. | PVSK-Füszért                            | 26 | 7  | 2 | 17 | 217–278 | −61  | 23 | Rájátszás a 9–14. helyért  |
| 11. | KSI SEÚ                                 | 26 | 6  | 2 | 18 | 246–350 | −104 | 20 | Rájátszás a 9–14. helyért  |
| 12. | Szentesi VK                             | 26 | 5  | 1 | 20 | 211–310 | −99  | 16 | Rájátszás a 9–14. helyért  |
| 13. | Orvosegyetem SC-Újbuda                  | 26 | 5  | 1 | 20 | 244–307 | −63  | 16 | Rájátszás a 9–14. helyért  |
| 14. | YBL Waterpolo Club Közhasznú EgyesületÚ | 26 | 0  | 1 | 25 | 199–453 | −254 | 1  | Rájátszás a 9–14. helyért  |

Utolsó frissítés: 2014. május 17. 
Forrás: Magyar vízilabda-szövetség 
A rangsorolás alapszabályai: 1. összpontszám, 2. egymás elleni mérkőzések pontkülönbsége, 3. egymás elleni mérkőzések gólkülönbsége, 4. gólkülönbség, 5. szerzett gólok száma, 6. sorsolás.
(B): Bajnokcsapat, (K): Kieső csapat, (F): Feljutó csapat, (I): Kupainduló, (R): A rájátszás győztese, (KGY): Kupagyőztes

### Eredmények
| Hazai \ Vendég1                        | BVSC  | DVSE  | EGER  | KSI   | FTC   | HON   | YBL   | KAP   | OSC   | PVSK  | SZEG  | SZEN  | SZOL  | VAS   |
| BVSC-Zugló                             |       | 11–14 | 11–12 | 12–10 | 9–5   | 14–11 | 16–7  | 6–8   | 9–7   | 14–5  | 9–7   | 11–7  | 8–14  | 7–13  |
| Debreceni VSE                          | 10–10 |       | 5–12  | 18–10 | 5–6   | 6–7   | 19–8  | 13–9  | 13–7  | 15–9  | 7–13  | 12–5  | 4–5   | 10–9  |
| ZF-Eger                                | 19–5  | 11–9  |       | 20–5  | 17–6  | 12–10 | 24–5  | 21–4  | 24–12 | 16–6  | 7–9   | 16–6  | 13–9  | 12–7  |
| KSI SE                                 | 16–14 | 13–17 | 7–13  |       | 6–13  | 8–13  | 12–12 | 11–18 | 9–11  | 8–8   | 9–22  | 10–8  | 8–19  | 7–11  |
| Széchenyi Bank-FTC                     | 7–12  | 7–9   | 10–13 | 10–11 |       | 8–10  | 19–8  | 13–11 | 6–4   | 8–7   | 6–8   | 13–12 | 6–13  | 6–6   |
| Racionet Honvéd                        | 11–8  | 10–7  | 5–8   | 12–7  | 12–10 |       | 16–8  | 14–9  | 12–9  | 15–8  | 13–12 | 17–8  | 8–9   | 10–10 |
| YBL Waterpolo Club Közhasznú Egyesület | 6–19  | 6–19  | 9–22  | 8–14  | 9–14  | 8–21  |       | 11–16 | 6–17  | 5–17  | 11–22 | 10–11 | 6–18  | 5–16  |
| Kaposvári VK                           | 8–16  | 8–8   | 9–14  | 11–7  | 12–8  | 7–10  | 18–5  |       | 14–7  | 5–7   | 5–9   | 9–4   | 9–13  | 5–9   |
| Orvosegyetem SC                        | 14–14 | 7–10  | 8–12  | 14–15 | 9–11  | 6–13  | 17–9  | 7–9   |       | 10–7  | 7–13  | 9–12  | 12–15 | 11–14 |
| PVSK-Füszért                           | 10–12 | 4–9   | 7–10  | 11–10 | 9–8   | 7–8   | 16–9  | 7–13  | 7–9   |       | 8–8   | 7–13  | 10–16 | 9–13  |
| DIAPOLO Szeged                         | 9–7   | 12–9  | 7–13  | 17–4  | 11–6  | 7–6   | 19–9  | 19–5  | 15–9  | 15–9  |       | 22–10 | 6–8   | 8–6   |
| Szentesi VK                            | 8–11  | 10–10 | 5–17  | 11–12 | 4–13  | 7–10  | 15–10 | 7–10  | 8–5   | 5–8   | 10–13 |       | 8–16  | 7–8   |
| Szolnoki Dózsa-KÖZGÉP                  | 9–7   | 20–8  | 8–6   | 17–9  | 16–7  | 14–11 | 22–4  | 16–6  | 14–7  | 14–3  | 8–9   | 21–5  |       | 9–8   |
| LACTIV-VasasPLAKET                     | 11–10 | 12–8  | 8–8   | 10–8  | 10–7  | 4–11  | 14–5  | 8–9   | 16–9  | 10–11 | 9–10  | 10–5  | 7–12  |       |

Utolsó felvett mérkőzés dátuma: 2013. május 17. 
Forrás: Magyar Vízilabda-szövetség 
1A hazai csapatok a bal oldali oszlopban szerepelnek.
Színek: Zöld = hazai győzelem; Sárga = döntetlen; Piros = vendéggyőzelem.
 

## Rájátszás

### Út a bajnoki címig
|  | Elődöntők | Elődöntők             | Elődöntők | Elődöntők | Elődöntők |   |    | Döntő                 | Döntő | Döntő | Döntő | Döntő |  |
|  |           |                       |           |           |           |   |    |                       |       |       |       |       |  |
|  | 1         | Szolnoki Dózsa-KÖZGÉP | 12        | 10        | 16        |   |    |                       |       |       |       |       |  |
|  | 4         | Racionet Honvéd       | 6         | 5         | 9         |   |    |                       |       |       |       |       |  |
|  | 4         | Racionet Honvéd       | 6         | 5         | 9         |   | 1  | Szolnoki Dózsa-KÖZGÉP | 8     | 11    | 6     | 11    |  |
|  |           |                       |           |           |           |   | 1  | Szolnoki Dózsa-KÖZGÉP | 8     | 11    | 6     | 11    |  |
|  |           | 2                     | ZF-Eger   | 10        | 5         | 8 | 14 |                       |       |       |       |       |  |
|  | 2         | 2                     | ZF-Eger   | 10        | 5         | 8 | 14 | ZF-Eger               | 14    | 10    | 11    |       |  |
|  | 2         |                       |           |           |           |   |    | ZF-Eger               | 14    | 10    | 11    |       |  |
|  | 3         | DIAPOLO Szeged        | 8         | 8         | 5         |   |    |                       |       |       |       |       |  |

### Elődöntők
Az 1-4. helyezettek játsszák az elődöntőt a bajnoki döntőbe kerülésért 1-4, 2-3 párosításban, az egyik fél három győzelme kell a döntőbe jutáshoz. Első, harmadik, ötödik mérkőzésen pályaválasztó az első és második helyezett. Az elődöntő győztesei játszanak a bajnoki címért, a vesztesek pedig a bronzéremért.
|                                      | Győz. száma |                                |
| ------------------------------------ | ----------- | ------------------------------ |
| Szolnoki Dózsa-KÖZGÉP (1. helyezett) | 3 – 0       | Racionet Honvéd (4. helyezett) |
| ZF-Eger (2. helyezett)               | 3 – 0       | DIAPOLO Szeged (3. helyezett)  |

(Zárójelben az alapszakaszbeli bajnoki helyezés olvasható.)
1. mérkőzések
| 2014. április 18. 18:45 | Szolnoki Dózsa-KÖZGÉP | 12-6             | Racionet Honvéd | Tiszaligeti Uszoda, Szolnok Játékvezetők: Fodor, Fekete |
| 2014. április 18. 18:45 | (3-1, 2-1, 6-2, 1-2,) |                  |                 | Tiszaligeti Uszoda, Szolnok Játékvezetők: Fodor, Fekete |
| 2014. április 18. 18:45 | négy játékos 2        | Jegyzőkönyv      | két játékos 2   | Tiszaligeti Uszoda, Szolnok Játékvezetők: Fodor, Fekete |
| 2014. április 18. 18:45 | 4/7                   | Gól / emberelőny | 1/10            | Tiszaligeti Uszoda, Szolnok Játékvezetők: Fodor, Fekete |
| 2014. április 18. 18:45 | 2/2                   | Gól / ötméteres  | 2/2             | Tiszaligeti Uszoda, Szolnok Játékvezetők: Fodor, Fekete |

| 2014. április 19. 18:00 | ZF-Eger               | 14-8             | DIAPOLO Szeged | Bitskey Aladár Uszoda, Eger Játékvezetők: Homonnay, Marjay |
| 2014. április 19. 18:00 | (4-4, 4-2, 3-0, 3-2,) |                  |                | Bitskey Aladár Uszoda, Eger Játékvezetők: Homonnay, Marjay |
| 2014. április 19. 18:00 | Gór Nagy Miklós       | Jegyzőkönyv      | két játékos 2  | Bitskey Aladár Uszoda, Eger Játékvezetők: Homonnay, Marjay |
| 2014. április 19. 18:00 | 4/7                   | Gól / emberelőny | 3/9            | Bitskey Aladár Uszoda, Eger Játékvezetők: Homonnay, Marjay |
| 2014. április 19. 18:00 | 2/2                   | Gól / ötméteres  | 1/2            | Bitskey Aladár Uszoda, Eger Játékvezetők: Homonnay, Marjay |

2. mérkőzések
| 2014. április 23. 18:00 | Racionet Honvéd       | 5-10             | Szolnoki Dózsa-KÖZGÉP | Kőér utcai uszoda Budapest Játékvezetők: Molnár, Marnitz |
| 2014. április 23. 18:00 | (0-2, 2-2, 2-4, 1-2,) |                  |                       | Kőér utcai uszoda Budapest Játékvezetők: Molnár, Marnitz |
| 2014. április 23. 18:00 | két játékos 2         | Jegyzőkönyv      | Milan Aleksic 4       | Kőér utcai uszoda Budapest Játékvezetők: Molnár, Marnitz |
| 2014. április 23. 18:00 | 2/14                  | Gól / emberelőny | 3/10                  | Kőér utcai uszoda Budapest Játékvezetők: Molnár, Marnitz |
| 2014. április 23. 18:00 | 0/0                   | Gól / ötméteres  | 1/2                   | Kőér utcai uszoda Budapest Játékvezetők: Molnár, Marnitz |

| 2014. április 23. 18:30 | DIAPOLO Szeged       | 8-10             | ZF-Eger         | Szegedi Sportuszoda, Szeged Játékvezetők: Csizmadia, Petik |
| 2014. április 23. 18:30 | (2-3, 2-2, 4-3, 0-2) |                  |                 | Szegedi Sportuszoda, Szeged Játékvezetők: Csizmadia, Petik |
| 2014. április 23. 18:30 | Hegedűs Gábor        | Jegyzőkönyv      | három játékos 2 | Szegedi Sportuszoda, Szeged Játékvezetők: Csizmadia, Petik |
| 2014. április 23. 18:30 | 3/15                 | Gól / emberelőny | 1/8             | Szegedi Sportuszoda, Szeged Játékvezetők: Csizmadia, Petik |
| 2014. április 23. 18:30 | 0/0                  | Gól / ötméteres  | 1/1             | Szegedi Sportuszoda, Szeged Játékvezetők: Csizmadia, Petik |

3. mérkőzések
| 2014. április 25. 16:00 | Szolnoki Dózsa-KÖZGÉP | 16-9             | Racionet Honvéd | Tiszaligeti Uszoda, Szolnok Játékvezetők: Dodog, Fekete |
| 2014. április 25. 16:00 | (4-2, 5-3, 4-3, 3-1)  |                  |                 | Tiszaligeti Uszoda, Szolnok Játékvezetők: Dodog, Fekete |
| 2014. április 25. 16:00 | Milan Aleksic 6       | Jegyzőkönyv      | Fülöp Bence 5   | Tiszaligeti Uszoda, Szolnok Játékvezetők: Dodog, Fekete |
| 2014. április 25. 16:00 | 4/9                   | Gól / emberelőny | 5/10            | Tiszaligeti Uszoda, Szolnok Játékvezetők: Dodog, Fekete |

| 2014. április 25. 17:45 | ZF-Eger              | 11-5             | DIAPOLO Szeged | Bitskey Aladár Uszoda, Eger Játékvezetők: Csanádi, Székely |
| 2014. április 25. 17:45 | (2-4, 4-1, 3-0, 2-0) |                  |                | Bitskey Aladár Uszoda, Eger Játékvezetők: Csanádi, Székely |
| 2014. április 25. 17:45 | négy játékos 2       | Jegyzőkönyv      | két játékos 2  | Bitskey Aladár Uszoda, Eger Játékvezetők: Csanádi, Székely |
| 2014. április 25. 17:45 | 5/13                 | Gól / emberelőny | 3/13           | Bitskey Aladár Uszoda, Eger Játékvezetők: Csanádi, Székely |
| 2014. április 25. 17:45 | 1/1                  | Gól / ötméteres  | 1/1            | Bitskey Aladár Uszoda, Eger Játékvezetők: Csanádi, Székely |

### 5-8. helyért
Az 5-8. helyezettek 5-8, 6-7 párosításban játszanak az egyik fél két győzelméig tartómérkőzéseket a helyosztóba kerülésért. A mérkőzések győztesei az 5-6. helyért, a vesztesei a 7-8. helyért játszanak két győzelemig tartó páros mérkőzést. A pályaválasztói jogot az alapszakasz helyezése határozza meg.
|                                   | Győz. száma |                             |
| --------------------------------- | ----------- | --------------------------- |
| LACTIV-VasasPLAKET (5. helyezett) | 2 – 0       | Kaposvári VK (8. helyezett) |
| Debreceni VSE (6. helyezett)      | 2 – 1       | BVSC-Zugló (7. helyezett)   |

(Zárójelben az alapszakaszbeli bajnoki helyezés olvasható.)
1. mérkőzések
| 2014. április 19. 20:30 | LACTIV-VasasPLAKET    | 12-5             | Kaposvári VK | Komjádi Béla Sportuszoda, Budapest Játékvezetők: Csizmadia, Vogel |
| 2014. április 19. 20:30 | (3-1, 4-2, 3-1, 2-1,) |                  |              | Komjádi Béla Sportuszoda, Budapest Játékvezetők: Csizmadia, Vogel |
| 2014. április 19. 20:30 | Angyal Dániel 3       | Jegyzőkönyv      | Gros Ronen 2 | Komjádi Béla Sportuszoda, Budapest Játékvezetők: Csizmadia, Vogel |
| 2014. április 19. 20:30 | 5/9                   | Gól / emberelőny | 1/9          | Komjádi Béla Sportuszoda, Budapest Játékvezetők: Csizmadia, Vogel |
| 2014. április 19. 20:30 | 0/1                   | Gól / ötméteres  | 1/1          | Komjádi Béla Sportuszoda, Budapest Játékvezetők: Csizmadia, Vogel |

| 2014. április 19. 18:00 | Debreceni VSE         | 9-7              | BVSC-Zugló     | Debreceni Sportuszoda, Debrecen Játékvezetők: Dodog, Petik |
| 2014. április 19. 18:00 | (2-2, 2-1, 2-2, 3-2,) |                  |                | Debreceni Sportuszoda, Debrecen Játékvezetők: Dodog, Petik |
| 2014. április 19. 18:00 | Kállay Márk 2         | Jegyzőkönyv      | Nyéki Balázs 2 | Debreceni Sportuszoda, Debrecen Játékvezetők: Dodog, Petik |
| 2014. április 19. 18:00 | 2/6                   | Gól / emberelőny | 3/11           | Debreceni Sportuszoda, Debrecen Játékvezetők: Dodog, Petik |
| 2014. április 19. 18:00 | 1/1                   | Gól / ötméteres  | 1/1            | Debreceni Sportuszoda, Debrecen Játékvezetők: Dodog, Petik |

2. mérkőzések
| 2014. április 22. 19:30 | Kaposvári VK         | 7-12             | LACTIV-VasasPLAKET   | Kaposvári Városi Fürdő, Kaposvár Játékvezetők: Homonnai, Fekete |
| 2014. április 22. 19:30 | (1-2, 2-4, 2-3, 2-3) |                  |                      | Kaposvári Városi Fürdő, Kaposvár Játékvezetők: Homonnai, Fekete |
| 2014. április 22. 19:30 | hét játékos 1        | Jegyzőkönyv      | Manhercz Krisztián 3 | Kaposvári Városi Fürdő, Kaposvár Játékvezetők: Homonnai, Fekete |
| 2014. április 22. 19:30 | 3/11                 | Gól / emberelőny | 2/5                  | Kaposvári Városi Fürdő, Kaposvár Játékvezetők: Homonnai, Fekete |
| 2014. április 22. 19:30 | 1/1                  | Gól / ötméteres  | 2/2                  | Kaposvári Városi Fürdő, Kaposvár Játékvezetők: Homonnai, Fekete |

| 2014. április 23. 20:00 | BVSC-Zugló           | 11-7             | Debreceni VSE   | Szőnyi úti uszoda, Budapest Játékvezetők: Székely, Németh |
| 2014. április 23. 20:00 | (4-1, 2-0, 2-3, 3-3) |                  |                 | Szőnyi úti uszoda, Budapest Játékvezetők: Székely, Németh |
| 2014. április 23. 20:00 | Létay Krisztián 5    | Jegyzőkönyv      | Marnitz Gergő 4 | Szőnyi úti uszoda, Budapest Játékvezetők: Székely, Németh |
| 2014. április 23. 20:00 | 1/6                  | Gól / emberelőny | 1/6             | Szőnyi úti uszoda, Budapest Játékvezetők: Székely, Németh |

3. mérkőzések
| 2014. április 26. 16:30 | Debreceni VSE        | 12-6             | BVSC-Zugló       | Debreceni Sportuszoda, Debrecen Játékvezetők: Marjay, Molnár |
| 2014. április 26. 16:30 | (2-2, 5-2, 3-0, 2-2) |                  |                  | Debreceni Sportuszoda, Debrecen Játékvezetők: Marjay, Molnár |
| 2014. április 26. 16:30 | Kállay Márk 3        | Jegyzőkönyv      | Szabó Bendegúz 3 | Debreceni Sportuszoda, Debrecen Játékvezetők: Marjay, Molnár |
| 2014. április 26. 16:30 | 1/6                  | Gól / emberelőny | 4/8              | Debreceni Sportuszoda, Debrecen Játékvezetők: Marjay, Molnár |
| 2014. április 26. 16:30 | 2/2                  | Gól / ötméteres  | 0/2              | Debreceni Sportuszoda, Debrecen Játékvezetők: Marjay, Molnár |

### 9-14. helyért
A 9-14. helyezettek első fordulójában kiemeltek a 9-10. helyezettek. A 11-14. és a 12-13 helyezettek az egyik fél két győzelemig tartó mérkőzéseket játszik a helyosztókba kerülésért.A kiemelt 9. helyezett csapat játszik a Rájátszás első fordulójában mérkőzött 11-14. helyezett csapatok győztesével. Hasonlóan a 10. helyen kiemelt csapat a 12-13. helyezett csapatok mérkőzéseinek győztesével, két győzelemig tartó páros mérkőzésig. A két mérkőzéssorozat győztese játszik a 9-10. helyért, a vesztesek a 11-12. helyért két győzelemig tartó páros mérkőzést. A 11-14. és a 12-13. mérkőzéssorozat vesztesei két győzelemig tartó páros mérkőzést játszanak a 13-14. hely eldöntéséért.
|                             | Győz. száma |                                                        |
| --------------------------- | ----------- | ------------------------------------------------------ |
| KSI SE (11. helyezett)      | 2 – 0       | YBL Waterpolo Club Közhasznú Egyesület (14. helyezett) |
| Szentesi VK (12. helyezett) | 0 – 2       | Orvosegyetem SC-Újbuda (13. helyezett)                 |

(Zárójelben az alapszakaszbeli bajnoki helyezés olvasható.)
1. mérkőzések
| 2014. április 19. 11:00 | KSI SE               | 7-5              | YBL Waterpolo Club Közhasznú Egyesület | Széchy Tamás Uszoda, Budapest Játékvezetők: Füzesi, Pásztor |
| 2014. április 19. 11:00 | (4-1, 2-0, 0-4, 1-0) |                  |                                        | Széchy Tamás Uszoda, Budapest Játékvezetők: Füzesi, Pásztor |
| 2014. április 19. 11:00 | Kalanovics Balázs 3  | Jegyzőkönyv      | Major Zoltán 2                         | Széchy Tamás Uszoda, Budapest Játékvezetők: Füzesi, Pásztor |
| 2014. április 19. 11:00 | 3/8                  | Gól / emberelőny | 0/6                                    | Széchy Tamás Uszoda, Budapest Játékvezetők: Füzesi, Pásztor |
| 2014. április 19. 11:00 | 0/0                  | Gól / ötméteres  | 0/0                                    | Széchy Tamás Uszoda, Budapest Játékvezetők: Füzesi, Pásztor |

| 2014. április 19. 18:00 | Szentesi VK          | 7-12             | Orvosegyetem SC-Újbuda  | Szentesi Uszoda, Szentes Játékvezetők: Marnitz, Székely |
| 2014. április 19. 18:00 | (3-2, 0-2, 2-4, 2-4) |                  |                         | Szentesi Uszoda, Szentes Játékvezetők: Marnitz, Székely |
| 2014. április 19. 18:00 | két játékos 2        | Jegyzőkönyv      | Delgado Baches Adrian 4 | Szentesi Uszoda, Szentes Játékvezetők: Marnitz, Székely |
| 2014. április 19. 18:00 | 4/14                 | Gól / emberelőny | 4/11                    | Szentesi Uszoda, Szentes Játékvezetők: Marnitz, Székely |
| 2014. április 19. 18:00 | 0/1                  | Gól / ötméteres  | 2/2                     | Szentesi Uszoda, Szentes Játékvezetők: Marnitz, Székely |

2. mérkőzések
| 2014. április 22. 18:00 | YBL Waterpolo Club Közhasznú Egyesület | 10-12            | KSI SE        | MOM Sportuszoda 33m-es, Budapest Játékvezetők: Fodor, Vogel |
| 2014. április 22. 18:00 | (2-3, 2-2, 4-3, 2-4)                   |                  |               | MOM Sportuszoda 33m-es, Budapest Játékvezetők: Fodor, Vogel |
| 2014. április 22. 18:00 | Major Zoltán 3                         | Jegyzőkönyv      | két játékos 3 | MOM Sportuszoda 33m-es, Budapest Játékvezetők: Fodor, Vogel |
| 2014. április 22. 18:00 | 3/11                                   | Gól / emberelőny | 3/9           | MOM Sportuszoda 33m-es, Budapest Játékvezetők: Fodor, Vogel |
| 2014. április 22. 18:00 | 2/3                                    | Gól / ötméteres  | 0/3           | MOM Sportuszoda 33m-es, Budapest Játékvezetők: Fodor, Vogel |

| 2014. április 23. 20:30 | Orvosegyetem SC-Újbuda  | 14-13            | Szentesi VK     | Nyéki Imre Uszoda, Budapest Játékvezetők: Marjay, Füzesi |
| 2014. április 23. 20:30 | (2-1, 3-1, 3-2, 1-5)    |                  |                 | Nyéki Imre Uszoda, Budapest Játékvezetők: Marjay, Füzesi |
| 2014. április 23. 20:30 | Delgado Baches Adrian 5 | Jegyzőkönyv      | három játékos 3 | Nyéki Imre Uszoda, Budapest Játékvezetők: Marjay, Füzesi |
| 2014. április 23. 20:30 | Büntetőpárbaj:          |                  |                 | Nyéki Imre Uszoda, Budapest Játékvezetők: Marjay, Füzesi |
| 2014. április 23. 20:30 | 5 – 4                   |                  |                 | Nyéki Imre Uszoda, Budapest Játékvezetők: Marjay, Füzesi |
| 2014. április 23. 20:30 | 4/14                    | Gól / emberelőny | 5/10            | Nyéki Imre Uszoda, Budapest Játékvezetők: Marjay, Füzesi |
| 2014. április 23. 20:30 | 0/5                     | Gól / ötméteres  | 1/5             | Nyéki Imre Uszoda, Budapest Játékvezetők: Marjay, Füzesi |

### 9-12. helyért
A két mérkőzéssorozat győztese játszik a 9-10. helyért, a vesztesek a 11-12. helyért két győzelemig tartó páros mérkőzést.
|                                   | Győz. száma |                                        |
| --------------------------------- | ----------- | -------------------------------------- |
| Széchenyi Bank-FTC (9. helyezett) | 2 – 0       | KSI SE (11. helyezett)                 |
| PVSK-Füszért (10. helyezett)      | 2 – 0       | Orvosegyetem SC-Újbuda (13. helyezett) |

(Zárójelben az alapszakaszbeli bajnoki helyezés olvasható.)
1. mérkőzések
| 2014. április 29. 19:30 | Széchenyi Bank-FTC   | 22-21            | KSI SE         | FTC-Uszoda, Budapest Játékvezetők: Homonai, Kun |
| 2014. április 29. 19:30 | (5-4, 2-2, 2-2, 1-2) |                  |                | FTC-Uszoda, Budapest Játékvezetők: Homonai, Kun |
| 2014. április 29. 19:30 | Martin Tyler 8       | Jegyzőkönyv      | Kovács Gergő 5 | FTC-Uszoda, Budapest Játékvezetők: Homonai, Kun |
| 2014. április 29. 19:30 | Büntetőpárbaj:       |                  |                | FTC-Uszoda, Budapest Játékvezetők: Homonai, Kun |
| 2014. április 29. 19:30 | 12 – 11              |                  |                | FTC-Uszoda, Budapest Játékvezetők: Homonai, Kun |
| 2014. április 29. 19:30 | 3/6                  | Gól / emberelőny | 2/10           | FTC-Uszoda, Budapest Játékvezetők: Homonai, Kun |
| 2014. április 29. 19:30 | 1/13                 | Gól / ötméteres  | 1/12           | FTC-Uszoda, Budapest Játékvezetők: Homonai, Kun |

| 2014. május 3. 19:00 | PVSK-Füszért         | 8-7              | Orvosegyetem SC-Újbuda | Abay Nemes Oszkár Sportuszoda, Pécs Játékvezetők: Csizmadia, Székely |
| 2014. május 3. 19:00 | (2-1, 0-1, 1-2, 5-3) |                  |                        | Abay Nemes Oszkár Sportuszoda, Pécs Játékvezetők: Csizmadia, Székely |
| 2014. május 3. 19:00 | két játékos 2        | Jegyzőkönyv      | két játékos 2          | Abay Nemes Oszkár Sportuszoda, Pécs Játékvezetők: Csizmadia, Székely |
| 2014. május 3. 19:00 | 0/6                  | Gól / emberelőny | 3/9                    | Abay Nemes Oszkár Sportuszoda, Pécs Játékvezetők: Csizmadia, Székely |
| 2014. május 3. 19:00 | 0/1                  | Gól / ötméteres  | 0/0                    | Abay Nemes Oszkár Sportuszoda, Pécs Játékvezetők: Csizmadia, Székely |

2. mérkőzések
| 2014. május 3. 11:00 | KSI SE               | 14-15            | Széchenyi Bank-FTC | Széchy Tamás Uszoda,, Budapest Játékvezetők: Petik, Mucskai |
| 2014. május 3. 11:00 | (2-3, 2-1, 2-3, 2-1) |                  |                    | Széchy Tamás Uszoda,, Budapest Játékvezetők: Petik, Mucskai |
| 2014. május 3. 11:00 | Kalanovics Balázs 4  | Jegyzőkönyv      | Ernyei Márk 6      | Széchy Tamás Uszoda,, Budapest Játékvezetők: Petik, Mucskai |
| 2014. május 3. 11:00 | Büntetőpárbaj:       |                  |                    | Széchy Tamás Uszoda,, Budapest Játékvezetők: Petik, Mucskai |
| 2014. május 3. 11:00 | 6 – 7                |                  |                    | Széchy Tamás Uszoda,, Budapest Játékvezetők: Petik, Mucskai |
| 2014. május 3. 11:00 | 3/11                 | Gól / emberelőny | 0/10               | Széchy Tamás Uszoda,, Budapest Játékvezetők: Petik, Mucskai |
| 2014. május 3. 11:00 | 3/7                  | Gól / ötméteres  | 1/8                | Széchy Tamás Uszoda,, Budapest Játékvezetők: Petik, Mucskai |

| 2014. május 7. 20:30 | Orvosegyetem SC-Újbuda  | 10-14            | PVSK-Füszért  | Nyéki Imre Uszoda, Budapest Játékvezetők: Marjay, Petik |
| 2014. május 7. 20:30 | (3-4, 2-2, 2-2, 3-6)    |                  |               | Nyéki Imre Uszoda, Budapest Játékvezetők: Marjay, Petik |
| 2014. május 7. 20:30 | Delgado Baches Adrian 3 | Jegyzőkönyv      | két játékos 3 | Nyéki Imre Uszoda, Budapest Játékvezetők: Marjay, Petik |
| 2014. május 7. 20:30 | 3/10                    | Gól / emberelőny | 3/7           | Nyéki Imre Uszoda, Budapest Játékvezetők: Marjay, Petik |
| 2014. május 7. 20:30 | 1/2                     | Gól / ötméteres  | 0/1           | Nyéki Imre Uszoda, Budapest Játékvezetők: Marjay, Petik |

## Helyosztók
A párharcok az egyik fél második győzelméig tartanak.(A döntő az egyik fél harmadik győzelméig tart)

### 13-14. helyért
|                             | Győz. száma |                                                        |
| --------------------------- | ----------- | ------------------------------------------------------ |
| Szentesi VK (12. helyezett) | 2 – 0       | YBL Waterpolo Club Közhasznú Egyesület (14. helyezett) |

(Zárójelben az alapszakaszbeli bajnoki helyezés olvasható.)
| 2014. május 3. 18:00 | Szentesi VK          | 20-10            | YBL Waterpolo Club Közhasznú Egyesület | Szentesi Uszoda, Szentes Játékvezetők: Rubos, Marnitz |
| 2014. május 3. 18:00 | (4-2, 4-2, 5-1, 7-5) |                  |                                        | Szentesi Uszoda, Szentes Játékvezetők: Rubos, Marnitz |
| 2014. május 3. 18:00 | hét játékos 2        | Jegyzőkönyv      | Major Zoltán 3                         | Szentesi Uszoda, Szentes Játékvezetők: Rubos, Marnitz |
| 2014. május 3. 18:00 | 5/10                 | Gól / emberelőny | 5/12                                   | Szentesi Uszoda, Szentes Játékvezetők: Rubos, Marnitz |
| 2014. május 3. 18:00 | 0/0                  | Gól / ötméteres  | 1/2                                    | Szentesi Uszoda, Szentes Játékvezetők: Rubos, Marnitz |

| 2014. május 6. 18:45 | YBL Waterpolo Club Közhasznú Egyesület | 5-13             | Szentesi VK      | MOM Sportuszoda 33m-es, Budapest Játékvezetők: Molnár, Bors |
| 2014. május 6. 18:45 | (0-3, 2-5, 0-3, 3-2)                   |                  |                  | MOM Sportuszoda 33m-es, Budapest Játékvezetők: Molnár, Bors |
| 2014. május 6. 18:45 | öt játékos 1                           | Jegyzőkönyv      | Martin Kolarik 3 | MOM Sportuszoda 33m-es, Budapest Játékvezetők: Molnár, Bors |
| 2014. május 6. 18:45 | 3/9                                    | Gól / emberelőny | 2/5              | MOM Sportuszoda 33m-es, Budapest Játékvezetők: Molnár, Bors |
| 2014. május 6. 18:45 | 0/1                                    | Gól / ötméteres  | 3/3              | MOM Sportuszoda 33m-es, Budapest Játékvezetők: Molnár, Bors |

A helyosztót 2–0-s arányban a Szentesi VK nyerte, így a 13. helyen, míg a vesztes YBL Waterpolo Club Közhasznú Egyesület a 14. helyen a bajnokság utolsó helyén zárt.

### 11-12. helyért
|                        | Győz. száma |                                        |
| ---------------------- | ----------- | -------------------------------------- |
| KSI SE (11. helyezett) | 1 – 2       | Orvosegyetem SC-Újbuda (13. helyezett) |

(Zárójelben az alapszakaszbeli bajnoki helyezés olvasható.)
| 2014. május 13. 18:30 | KSI SE               | 12-4             | Orvosegyetem SC-Újbuda | Széchy Tamás Uszoda, Budapest Játékvezetők: Vojvoda, Kun |
| 2014. május 13. 18:30 | (3-1, 2-1, 4-0, 3-2) |                  |                        | Széchy Tamás Uszoda, Budapest Játékvezetők: Vojvoda, Kun |
| 2014. május 13. 18:30 | Klanovics Balázs 4   | Jegyzőkönyv      | Császár György 2       | Széchy Tamás Uszoda, Budapest Játékvezetők: Vojvoda, Kun |
| 2014. május 13. 18:30 | 3/8                  | Gól / emberelőny | 1/10                   | Széchy Tamás Uszoda, Budapest Játékvezetők: Vojvoda, Kun |
| 2014. május 13. 18:30 | 2/2                  | Gól / ötméteres  | 0/0                    | Széchy Tamás Uszoda, Budapest Játékvezetők: Vojvoda, Kun |

| 2014. május 16. 20:00 | Orvosegyetem SC-Újbuda | 16-12            | KSI SE         | Nyéki Imre Uszoda, Budapest Játékvezetők: Csanádi, Fekete |
| 2014. május 16. 20:00 | (4-1, 4-3, 4-6, 4-2)   |                  |                | Nyéki Imre Uszoda, Budapest Játékvezetők: Csanádi, Fekete |
| 2014. május 16. 20:00 | Regős Áron 5           | Jegyzőkönyv      | négy játékos 2 | Nyéki Imre Uszoda, Budapest Játékvezetők: Csanádi, Fekete |
| 2014. május 16. 20:00 | 7/13                   | Gól / emberelőny | 5/15           | Nyéki Imre Uszoda, Budapest Játékvezetők: Csanádi, Fekete |
| 2014. május 16. 20:00 | 1/1                    | Gól / ötméteres  | 0/0            | Nyéki Imre Uszoda, Budapest Játékvezetők: Csanádi, Fekete |

| 2014. május 19. 18:30 | KSI SE               | 6-9              | Orvosegyetem SC-Újbuda | Széchy Tamás Uszoda, Budapest Játékvezetők: Marjay, Kun |
| 2014. május 19. 18:30 | (3-2, 1-1, 0-5, 2-1) |                  |                        | Széchy Tamás Uszoda, Budapest Játékvezetők: Marjay, Kun |
| 2014. május 19. 18:30 | Kovács Gergő 3       | Jegyzőkönyv      | Császár György 3       | Széchy Tamás Uszoda, Budapest Játékvezetők: Marjay, Kun |
| 2014. május 19. 18:30 | 2/8                  | Gól / emberelőny | 1/7                    | Széchy Tamás Uszoda, Budapest Játékvezetők: Marjay, Kun |
| 2014. május 19. 18:30 | 0/0                  | Gól / ötméteres  | 1/1                    | Széchy Tamás Uszoda, Budapest Játékvezetők: Marjay, Kun |

A helyosztót 2–1-s arányban a Orvosegyetem SC-Újbuda nyerte, így a 11. helyen, míg a vesztes KSI SE a 12. helyen végzett.

### 9-10. helyért
|                                   | Győz. száma |                              |
| --------------------------------- | ----------- | ---------------------------- |
| Széchenyi Bank-FTC (9. helyezett) | 2 – 1       | PVSK-Füszért (10. helyezett) |

(Zárójelben az alapszakaszbeli bajnoki helyezés olvasható.)
| 2014. május 12. 19:30 | Széchenyi Bank-FTC   | 7-6              | PVSK-Füszért         | FTC-Uszoda , Budapest Játékvezetők: Molnár, Székely |
| 2014. május 12. 19:30 | (1-2, 2-1, 2-1, 2-2) |                  |                      | FTC-Uszoda , Budapest Játékvezetők: Molnár, Székely |
| 2014. május 12. 19:30 | Martin Tyler 5       | Jegyzőkönyv      | De Blasio Domenico 2 | FTC-Uszoda , Budapest Játékvezetők: Molnár, Székely |
| 2014. május 12. 19:30 | 1/10                 | Gól / emberelőny | 1/10                 | FTC-Uszoda , Budapest Játékvezetők: Molnár, Székely |
| 2014. május 12. 19:30 | 0/1                  | Gól / ötméteres  | 1/2                  | FTC-Uszoda , Budapest Játékvezetők: Molnár, Székely |

| 2014. május 15. 19:00 | PVSK-Füszért         | 14-13            | Széchenyi Bank-FTC | Abay Nemes Oszkár Sportuszoda, Pécs Játékvezetők: Csizmadia, Marjay |
| 2014. május 15. 19:00 | (4-3, 5-2, 4-5, 1-3) |                  |                    | Abay Nemes Oszkár Sportuszoda, Pécs Játékvezetők: Csizmadia, Marjay |
| 2014. május 15. 19:00 | Martin Tyler 4       | Jegyzőkönyv      | három játékos 3    | Abay Nemes Oszkár Sportuszoda, Pécs Játékvezetők: Csizmadia, Marjay |
| 2014. május 15. 19:00 | 2/4                  | Gól / emberelőny | 1/9                | Abay Nemes Oszkár Sportuszoda, Pécs Játékvezetők: Csizmadia, Marjay |
| 2014. május 15. 19:00 | 0/0                  | Gól / ötméteres  | 2/2                | Abay Nemes Oszkár Sportuszoda, Pécs Játékvezetők: Csizmadia, Marjay |

| 2014. május 18. 11:30 | Széchenyi Bank-FTC   | 10-7             | PVSK-Füszért  | FTC-Uszoda, Budapest Játékvezetők: Kun, Németh |
| 2014. május 18. 11:30 | (5-1, 2-3, 2-2, 1-1) |                  |               | FTC-Uszoda, Budapest Játékvezetők: Kun, Németh |
| 2014. május 18. 11:30 | Francsics Dániel 3   | Jegyzőkönyv      | két játékos 2 | FTC-Uszoda, Budapest Játékvezetők: Kun, Németh |
| 2014. május 18. 11:30 | 5/11                 | Gól / emberelőny | 3/10          | FTC-Uszoda, Budapest Játékvezetők: Kun, Németh |
| 2014. május 18. 11:30 | 0/0                  | Gól / ötméteres  | 1/1           | FTC-Uszoda, Budapest Játékvezetők: Kun, Németh |

A helyosztót 2–1-s arányban a Széchenyi Bank-FTC nyerte, így a 9. helyen, míg a vesztes PVSK-Füszért a 10. helyen végzett.

### 7-8. helyért
|                           | Győz. száma |                             |
| ------------------------- | ----------- | --------------------------- |
| BVSC-Zugló (7. helyezett) | 2 – 1       | Kaposvári VK (8. helyezett) |

(Zárójelben az alapszakaszbeli bajnoki helyezés olvasható.)
| 2014. május 4. 12:00 | BVSC-Zugló           | 11-7             | Kaposvári VK  | Szőnyi úti uszoda , Budapest Játékvezetők: Marjay, Fekete |
| 2014. május 4. 12:00 | (4-2, 2-0, 2-3, 3-2) |                  |               | Szőnyi úti uszoda , Budapest Játékvezetők: Marjay, Fekete |
| 2014. május 4. 12:00 | Létay Krisztián 3    | Jegyzőkönyv      | két játékos 2 | Szőnyi úti uszoda , Budapest Játékvezetők: Marjay, Fekete |
| 2014. május 4. 12:00 | 1/8                  | Gól / emberelőny | 2/10          | Szőnyi úti uszoda , Budapest Játékvezetők: Marjay, Fekete |
| 2014. május 4. 12:00 | 2/2                  | Gól / ötméteres  | 1/0           | Szőnyi úti uszoda , Budapest Játékvezetők: Marjay, Fekete |

| 2014. május 7. 11:00 | Kaposvári VK         | 11-7             | BVSC-Zugló    | Kaposvári Városi Fürdő , Kaposvár Játékvezetők: Marosvári, Fodor |
| 2014. május 7. 11:00 | (2-1, 3-2, 4-1, 2-3) |                  |               | Kaposvári Városi Fürdő , Kaposvár Játékvezetők: Marosvári, Fodor |
| 2014. május 7. 11:00 | Surányi László 3     | Jegyzőkönyv      | két játékos 2 | Kaposvári Városi Fürdő , Kaposvár Játékvezetők: Marosvári, Fodor |
| 2014. május 7. 11:00 | 3/5                  | Gól / emberelőny | 2/15          | Kaposvári Városi Fürdő , Kaposvár Játékvezetők: Marosvári, Fodor |
| 2014. május 7. 11:00 | 1/2                  | Gól / ötméteres  | 1/1           | Kaposvári Városi Fürdő , Kaposvár Játékvezetők: Marosvári, Fodor |

| 2014. május 10. 10:00 | BVSC-Zugló           | 12-9             | Kaposvári VK     | Szőnyi úti uszoda , Budapest Játékvezetők: Horváth, Mucskai |
| 2014. május 10. 10:00 | (3-1, 2-1, 3-3, 4-4) |                  |                  | Szőnyi úti uszoda , Budapest Játékvezetők: Horváth, Mucskai |
| 2014. május 10. 10:00 | Létay Krisztián 4    | Jegyzőkönyv      | Surányi László 5 | Szőnyi úti uszoda , Budapest Játékvezetők: Horváth, Mucskai |
| 2014. május 10. 10:00 | 3/8                  | Gól / emberelőny | 3/9              | Szőnyi úti uszoda , Budapest Játékvezetők: Horváth, Mucskai |
| 2014. május 10. 10:00 | 0/1                  | Gól / ötméteres  | 2/2              | Szőnyi úti uszoda , Budapest Játékvezetők: Horváth, Mucskai |

A helyosztót 2–1-s arányban a BVSC-Zugló nyerte, így a 7. helyen, míg a vesztes Kaposvári VK a 8. helyen végzett.

### 5-6. helyért
|                                   | Győz. száma |                              |
| --------------------------------- | ----------- | ---------------------------- |
| LACTIV-VasasPLAKET (5. helyezett) | 2 – 1       | Debreceni VSE (6. helyezett) |

(Zárójelben az alapszakaszbeli bajnoki helyezés olvasható.)
| 2014. május 3. 19:00 | LACTIV-VasasPLAKET   | 12-9             | Debreceni VSE   | Komjádi Béla Sportuszoda, Budapest Játékvezetők: Fodor, Németh |
| 2014. május 3. 19:00 | (4-2, 4-3, 3-2, 1-2) |                  |                 | Komjádi Béla Sportuszoda, Budapest Játékvezetők: Fodor, Németh |
| 2014. május 3. 19:00 | két játékos 3        | Jegyzőkönyv      | három játékos 2 | Komjádi Béla Sportuszoda, Budapest Játékvezetők: Fodor, Németh |
| 2014. május 3. 19:00 | 2/6                  | Gól / emberelőny | 2/5             | Komjádi Béla Sportuszoda, Budapest Játékvezetők: Fodor, Németh |
| 2014. május 3. 19:00 | 2/2                  | Gól / ötméteres  | 3/3             | Komjádi Béla Sportuszoda, Budapest Játékvezetők: Fodor, Németh |

| 2014. május 6. 17:30 | Debreceni VSE        | 9-5              | LACTIV-VasasPLAKET | Debreceni Sportuszoda, Debrecen Játékvezetők: Molnár, Vogel |
| 2014. május 6. 17:30 | (3-1, 2-2, 2-2, 3-0) |                  |                    | Debreceni Sportuszoda, Debrecen Játékvezetők: Molnár, Vogel |
| 2014. május 6. 17:30 | Marnitz Gergő 3      | Jegyzőkönyv      | öt játékos 1       | Debreceni Sportuszoda, Debrecen Játékvezetők: Molnár, Vogel |
| 2014. május 6. 17:30 | 3/13                 | Gól / emberelőny | 4/7                | Debreceni Sportuszoda, Debrecen Játékvezetők: Molnár, Vogel |
| 2014. május 6. 17:30 | 1/1                  | Gól / ötméteres  | 1/1                | Debreceni Sportuszoda, Debrecen Játékvezetők: Molnár, Vogel |

| 2014. május 9. 19:30 | LACTIV-VasasPLAKET   | 11-8             | Debreceni VSE | Komjádi Béla Sportuszoda, Budapest Játékvezetők: Petik, Marjay |
| 2014. május 9. 19:30 | (3-3, 4-2, 2-1, 2-2) |                  |               | Komjádi Béla Sportuszoda, Budapest Játékvezetők: Petik, Marjay |
| 2014. május 9. 19:30 | Bruguljan Drasko 3   | Jegyzőkönyv      | két játékos 2 | Komjádi Béla Sportuszoda, Budapest Játékvezetők: Petik, Marjay |
| 2014. május 9. 19:30 | 2/10                 | Gól / emberelőny | 6/10          | Komjádi Béla Sportuszoda, Budapest Játékvezetők: Petik, Marjay |
| 2014. május 9. 19:30 | 1/1                  | Gól / ötméteres  | 1/1           | Komjádi Béla Sportuszoda, Budapest Játékvezetők: Petik, Marjay |

A helyosztót 2–1-s arányban a LACTIV-VasasPLAKET nyerte, így az 5. helyen, míg a vesztes Debreceni VSE a 6. helyen végzett.

### 3-4. helyért
|                               | Győz. száma |                                |
| ----------------------------- | ----------- | ------------------------------ |
| DIAPOLO Szeged (3. helyezett) | 2 – 1       | Racionet Honvéd (4. helyezett) |

(Zárójelben az alapszakaszbeli bajnoki helyezés olvasható.)
| 2014. május 10. 17:30 | DIAPOLO Szeged       | 7-6              | Racionet Honvéd | Szegedi Sportuszoda, Szeged Játékvezetők: Csizmadia, Fekete |
| 2014. május 10. 17:30 | (1-0, 4-1, 1-3, 1-2) |                  |                 | Szegedi Sportuszoda, Szeged Játékvezetők: Csizmadia, Fekete |
| 2014. május 10. 17:30 | hét játékos 1        | Jegyzőkönyv      | Fülöp Bence 2   | Szegedi Sportuszoda, Szeged Játékvezetők: Csizmadia, Fekete |
| 2014. május 10. 17:30 | 4/11                 | Gól / emberelőny | 2/8             | Szegedi Sportuszoda, Szeged Játékvezetők: Csizmadia, Fekete |
| 2014. május 10. 17:30 | 1/1                  | Gól / ötméteres  | 2/2             | Szegedi Sportuszoda, Szeged Játékvezetők: Csizmadia, Fekete |

| 2014. május 14. 18:00 | Racionet Honvéd      | 13-8             | DIAPOLO Szeged   | Kőér utcai uszoda, Budapest Játékvezetők: Molnár, Petik |
| 2014. május 14. 18:00 | (3-4, 1-2, 4-1, 5-1) |                  |                  | Kőér utcai uszoda, Budapest Játékvezetők: Molnár, Petik |
| 2014. május 14. 18:00 | két játékos 3        | Jegyzőkönyv      | Jansik Szilárd 3 | Kőér utcai uszoda, Budapest Játékvezetők: Molnár, Petik |
| 2014. május 14. 18:00 | 0/10                 | Gól / emberelőny | 3/9              | Kőér utcai uszoda, Budapest Játékvezetők: Molnár, Petik |
| 2014. május 14. 18:00 | 2/2                  | Gól / ötméteres  | 2/3              | Kőér utcai uszoda, Budapest Játékvezetők: Molnár, Petik |

| 2014. május 17. 17:00 | DIAPOLO Szeged       | 11-7             | Racionet Honvéd | Szegedi Sportuszoda, Szeged Játékvezetők: Székely Fodor, |
| 2014. május 17. 17:00 | (4-1, 2-2, 4-3, 1-1) |                  |                 | Szegedi Sportuszoda, Szeged Játékvezetők: Székely Fodor, |
| 2014. május 17. 17:00 | Tóth Márton 4        | Jegyzőkönyv      | Kis Gergely 2   | Szegedi Sportuszoda, Szeged Játékvezetők: Székely Fodor, |
| 2014. május 17. 17:00 | 0/6                  | Gól / emberelőny | 3/8             | Szegedi Sportuszoda, Szeged Játékvezetők: Székely Fodor, |
| 2014. május 17. 17:00 | 3/3                  | Gól / ötméteres  | 0/0             | Szegedi Sportuszoda, Szeged Játékvezetők: Székely Fodor, |

A bronzmérkőzést 2–1-s arányban a DIAPOLO Szeged nyerte, így a 3. helyen, míg a vesztes Racionet Honvéd a 4. helyen végzett.

### Döntő
|                                      | Győz. száma |                        |
| ------------------------------------ | ----------- | ---------------------- |
| Szolnoki Dózsa-KÖZGÉP (1. helyezett) | 1 – 3       | ZF-Eger (2. helyezett) |

(Zárójelben az alapszakaszbeli bajnoki helyezés olvasható.)
| 2014. május 9. 18:30 | Szolnoki Dózsa-KÖZGÉP | 8-10             | ZF-Eger         | Tiszaligeti Uszoda, Szolnok Játékvezetők: Székely, Fodor |
| 2014. május 9. 18:30 | (2-2, 2-2, 2-2, 2-4)  |                  |                 | Tiszaligeti Uszoda, Szolnok Játékvezetők: Székely, Fodor |
| 2014. május 9. 18:30 | Milan Aleksic 4       | Jegyzőkönyv      | három játékos 2 | Tiszaligeti Uszoda, Szolnok Játékvezetők: Székely, Fodor |
| 2014. május 9. 18:30 | 4/11                  | Gól / emberelőny | 3/10            | Tiszaligeti Uszoda, Szolnok Játékvezetők: Székely, Fodor |
| 2014. május 9. 18:30 | 2/2                   | Gól / ötméteres  | 0/0             | Tiszaligeti Uszoda, Szolnok Játékvezetők: Székely, Fodor |

| 2014. május 12. 19:30 | ZF-Eger              | 5-11             | Szolnoki Dózsa-KÖZGÉP | Bitskey Aladár Uszoda, Eger Játékvezetők: Petik, Molnár |
| 2014. május 12. 19:30 | (2-5, 2-2, 1-2, 0-2) |                  |                       | Bitskey Aladár Uszoda, Eger Játékvezetők: Petik, Molnár |
| 2014. május 12. 19:30 | Varga Zsolt 2        | Jegyzőkönyv      | Milan Aleksic 3       | Bitskey Aladár Uszoda, Eger Játékvezetők: Petik, Molnár |
| 2014. május 12. 19:30 | 2/14                 | Gól / emberelőny | 4/11                  | Bitskey Aladár Uszoda, Eger Játékvezetők: Petik, Molnár |
| 2014. május 12. 19:30 | 0/0                  | Gól / ötméteres  | 0/0                   | Bitskey Aladár Uszoda, Eger Játékvezetők: Petik, Molnár |

| 2014. május 15. 19:15 | Szolnoki Dózsa-KÖZGÉP | 6-8              | ZF-Eger       | Tiszaligeti Uszoda, Szolnok Játékvezetők: Dodog, Székely |
| 2014. május 15. 19:15 | (3-2, 1-0, 2-4, 0-2)  |                  |               | Tiszaligeti Uszoda, Szolnok Játékvezetők: Dodog, Székely |
| 2014. május 15. 19:15 | két játékos 2         | Jegyzőkönyv      | Biros Péter 3 | Tiszaligeti Uszoda, Szolnok Játékvezetők: Dodog, Székely |
| 2014. május 15. 19:15 | 3/11                  | Gól / emberelőny | 1/10          | Tiszaligeti Uszoda, Szolnok Játékvezetők: Dodog, Székely |
| 2014. május 15. 19:15 | 0/0                   | Gól / ötméteres  | 0/0           | Tiszaligeti Uszoda, Szolnok Játékvezetők: Dodog, Székely |

| 2014. május 19. 19:15 | ZF-Eger              | 14-11            | Szolnoki Dózsa-KÖZGÉP | Bitskey Aladár Uszoda, Eger Játékvezetők: Németh, Fodor |
| 2014. május 19. 19:15 | (3-4, 2-4, 5-0, 4-3) |                  |                       | Bitskey Aladár Uszoda, Eger Játékvezetők: Németh, Fodor |
| 2014. május 19. 19:15 | két játékos 3        | Jegyzőkönyv      | Hosnyánszky Norbert 4 | Bitskey Aladár Uszoda, Eger Játékvezetők: Németh, Fodor |
| 2014. május 19. 19:15 | 8/17                 | Gól / emberelőny | 7/23                  | Bitskey Aladár Uszoda, Eger Játékvezetők: Németh, Fodor |
| 2014. május 19. 19:15 | 2/2                  | Gól / ötméteres  | 1/2                   | Bitskey Aladár Uszoda, Eger Játékvezetők: Németh, Fodor |

A döntőt 3–1-es arányban a ZF-Eger nyerte, ezzel megnyerte a 2013–14-es bajnokságot. A Szolnoki Dózsa-KÖZGÉP a második helyen zárt.

## A bajnokság végeredménye
| #   | Csapat                                 | Megjegyzések        |
| --- | -------------------------------------- | ------------------- |
| 1.  | ZF-Eger                                | LEN-bajnokok ligája |
| 2.  | Szolnoki Dózsa-KÖZGÉP                  | LEN-bajnokok ligája |
| 3.  | DIAPOLO Szeged (kupagyőztes)           | LEN-bajnokok ligája |
| 4.  | Racionet Honvéd                        | LEN-Európa-kupa     |
| 5.  | LACTIV-VasasPLAKET                     | LEN-Európa-kupa     |
| 6.  | Debreceni VSE                          |                     |
| 7.  | BVSC-Zugló                             |                     |
| 8.  | Kaposvári VK                           |                     |
| 9.  | Széchenyi Bank-FTC                     |                     |
| 10. | PVSK-Füszért                           |                     |
| 11. | Orvosegyetem SC-Újbuda                 |                     |
| 12. | KSI SE                                 |                     |
| 13. | Szentesi VK                            | Osztályozó          |
| 14. | YBL Waterpolo Club Közhasznú Egyesület | Kiesés az OB I/B-be |

A bajnok ZF-Eger játékoskerete: Bátori Bence, Bedő Krisztián, Biros Péter, Bisztritsányi Dávid, Bundschuh Erik, Gór-Nagy Miklós, Hárai Balázs, Kevin Graham,  Kovács Gábor, Lőrincz Bálint, Meixner Marcell, Salamon Ferenc, Sántavy Máté, Varga II. Zsolt, Zalánki Gergő. vezetőedző: Dabrowski Norbert
A második Szolnok játékoskerete: Milan Aleksić, Decker Attila, Zivko Gocic, Hangay Zoltán, Hosnyánszky Norbert, Jansik Dávid, Kis Gábor (vízilabdázó), Lévai Márton, Stefan Mitrović,  Pásztor Mátyás,  Tóth Péter, Török Béla, Vámos Márton, Vörös Viktor, vezetőedző: ifj. Cseh Sándor
A harmadik Szeged játékoskerete: Decker Ádám, Hegedűs Gábor, Jansik Szilárd, Juhász Zsolt, Kiss Csaba, Aljoša Kunac, Molnár Dávid, Molnár Tamás, Nagy Viktor,  Sánta Dániel, Lukas Seman, Szivós Márton, Tóth Márton, Vincze Márk, vezetőedző: Vincze Balázs

## A góllövőlista élmezőnye
Utolsó frissítés: 2014. május 20., forrás: Magyar Vízilabda-szövetség Archiválva 2019. május 17-i dátummal a Wayback Machine-ben.
|     | Hely | Gól | Játékos           | Csapat                |
| --- | ---- | --- | ----------------- | --------------------- |
| 1.  |      | 86  | Stefan Mitrović   | Szolnoki Dózsa-KÖZGÉP |
| 2.  |      | 76  | Létay Krisztián   | BVSC-Zugló            |
| 3.  |      | 72  | Bátori Bence      | ZF-Eger               |
| 4.  |      | 67  | Takei Kódzsi      | Racionet Honvéd       |
| 5.  |      | 66  | Martin Tyler      | Széchenyi Bank-FTC    |
| 6.  |      | 65  | Szivós Márton     | DIAPOLO Szeged        |
| 7.  |      | 63  | Kiss Gergely, dr. | Racionet Honvéd       |
| 8.  |      | 62  | Nyéki Balázs      | BVSC-Zugló            |
| 9.  |      | 61  | Kovács Gergő      | KSI SE                |
| 10. |      | 60  | Marnitz Gergő     | Debreceni VSE         |